# جورجيو سكالفيني
جورجيو سكالفيني (مواليد 11 ديسمبر 2003) هو لاعب كرة قدم إيطالي يلعب في مركز الدفاع في نادي أتالانتا.